# 클립튼 트루먼 다니엘
클립튼 트루먼 다니엘(Clifton Truman Daniel, 1957년 6월 5일 - )은 해리 S. 트루먼의 외손자이다. 아버지는 엘버트 클립튼 다니엘 주니어, 어머니는 해리 S. 트루먼의 딸 마거릿 트루먼이다.

## 생애
2012년 여름 클립튼은, 일본 원폭 투하를 결정했던 트루먼 대통령의 손자로서, 원자 폭탄의 피해 지역인 히로시마와 나가사키에 방문해 가족과 함께 추모식에 참석하였다. 이에 일본 언론은 냉정한 반응을 보였다.
2015년 4월 28일, 뉴욕의 재팬 소사이어티에서 그는 피폭자와 함께 강연을 진행했다. 다니엘이 “모든 사람이 피폭자의 목소리에 귀를 기울일 필요가 있다”고 강조하는 한편, “할아버지는 나에게 원폭 이야기를 한 적이 없다”고 말했다. 그러나 원폭 투하의 옳고 그름에 대해서는 언급하지 않았다. 또, “미국의 교과서나 책은 버섯 구름 사진은 실으면서 히로시마나 나가사키로 사망한 사람들의 모습은 실지 않고 있다”고 지적했다. 이외에도 대니얼은 피폭자들의 이야기를 통해서 원폭이 사람들에게 무엇을 초래하는지에 대해 더 배워야 한다고 호소했다.
2015년 6월 대니얼은 대한민국 언론과의 인터뷰에서 “원폭 투하 이후, 트루먼 대통령은 피해 참상을 보고 큰 충격을 받았으며 이것이 한국 전쟁 때 원폭을 사용하지 않기로 한 이유”라고 설명했다.